# Rufus Barringer
Rufus Clay Barringer (2 décembre 1821 – 3 février 1895) est  un avocat de Caroline du Nord, homme politique, et brigadier général de la guerre de Sécession.

## Avant la guerre
Barringer naît dans le comté de Cabarrus, en Caroline du Nord, neuvième des dix enfants d'Elizabeth Brandon et de Paul Barringer. Son frère Victor Clay Barringer sera également officier dans l'armée des États confédérés. Il va à l'université de Caroline du Nord à Chapel Hill, étant diplômé en 1842. Il étudie le droit à Concord avec son frère aîné, Daniel Moreau Barringer, qui aura une carrière de droit réussie et servira pendant deux mandats à la Chambre des représentants des États-Unis. Entrant en politique en tant que whig, Rufus Barringer représente le comté de Cabarrus à la Chambre des communes de l'assemblée générale de Caroline du Nord de 1848 jusqu'en 1850. Avec des opinions politiques unionistes, il représente son district en tant qu'électeur lors de l'élection présidentielle de 1860.

### Deux premiers mariages
La première épouse de Barringer, Eugenia Morrison Barringer, meurt de la fièvre typhoïde en 1858, quatre ans après leur mariage. Ils ont eu deux enfants, Paul et Anna. Deux autres sœurs d'Eugenia épousent aussi des futurs généraux de la guerre de Sécession, Stonewall Jackson et D. H. Hill. En 1861, Barringer se remarie, cette fois avec Rosalie Chunn d'Asheville, qui lui donne un fils, Rufus Clay Barringer, Jr. Rosalie décède en 1864.

## Guerre de Sécession
Lorsque la Caroline du Nord fait sécession de l'Union, en mai 1861, la fidélité de Barringer est d'abord pour son état, même s'il s'est opposé à la sécession. Il lève une compagnie de 100 cavaliers, les « rangers de Cabarrus », qui sont désignés comme la compagnie F du 1st North Carolina Cavalry avec Barringer en tant que son capitaine. Le régiment effectue un service de piquet et de reconnaissance, sous les ordres de J. E. B. Stuart pendant la campagne de la Péninsule,  la bataille des sept jours, la seconde bataille de Bull Run et la campagne du Maryland en 1862. Barringer mène sa compagnie au cours de la campagne de Gettysburg de 1863, où il est gravement blessé au visage lors de la bataille de Brandy Station, une blessure qui prend cinq mois avant qu'il recouvre la santé. Il est promu commandant pour sa bravoure et sert lors de la campagne de Bistoe, où il est légèrement blessé, le 14 octobre 1863. Pendant l'hiver, il est promu lieutenant-colonel et affecté temporairement au commandement du 4th North Carolina Cavalry.
Barringer est promu brigadier général le 6 juin 1864, et reçoit le commandement de la brigade de cavalerie de Caroline du Nord jusqu'à sa capture lors de la bataille de Namozine Church en Virginie, le 3 avril 1865. Après une brève entrevue avec le président Abraham Lincoln derrière les lignes de l'Union à City Point, en Virginie, il est envoyé au fort Delaware comme un prisonnier de guerre. Lincoln, un ami personnel et les anciens collègue du Congrès du frère de Barringer, donne une note au secrétaire de la Guerre, Edwin M. Stanton demandant un traitement spécial pour Barringer en captivité. Malheureusement, la faveur de Lincoln tourne mal. Après l'assassinat de Lincoln, Barringer est suspecté en raison de sa brève rencontre avec lui moins de deux semaines avant. Il est interrogé à plusieurs reprises à propos d'un éventuel rôle qu'il aurait joué dans la conspiration. Il ne sort pas de garde à vue avant la fin de juillet, un mois après la plupart la libération des autres prisonniers confédérés. Pendant la guerre, il a combattu lors de soixante-six engagements et a été blessé à trois reprises.

## Après-guerre
Barringer retourne en Caroline du Nord en août et ouvre un cabinet d'avocat à Charlotte. Il est aussi propriétaire d'un fermage et contribue à étendre le système ferroviaire de l'État. Il se marie de nouveau en 1870, prenant mademoiselle Margaret Long du comté d'Orange, en Caroline du Nord, comme troisième femme. Ils ont un fils, Osmond L. (1878-1961). Barringer est délégué à la convention constitutionnelle de la Caroline du Nord de 1875. Il est candidat malheureux au poste de lieutenant-gouverneur en 1880, en tant que républicain, perdant face à James L. Robinson. Il prend sa retraite d'avocat en 1884, et devient écrivain, écrivant une histoire du 9th North Carolina Cavalry.
Sa tombe est dans le cimetière d'Elmwood à Charlotte.